# Metrichia araguensis
Metrichia araguensis är en nattsländeart som först beskrevs av Oliver S. Flint Jr. 1981.  Metrichia araguensis ingår i släktet Metrichia och familjen smånattsländor. Inga underarter finns listade i Catalogue of Life.